# Heiko Balz
Heiko Balz (n. 17 septembrie 1969, Burg, Republica Democrată Germană, Germania) este un luptător ce a reprezentat Germania, medaliat olimpic. A participat la două ediții ale Jocurilor Olimpice (1992, 1996) în care a câștigat o medalie de argint.

## Participări
Lista de mai jos prezintă principalele competiții la care a participat Heiko Balz de-a lungul carierei.
- wrestling at the 1992 Summer Olympics – men's freestyle 100 kg[*]